# 데니스 톤츠
데니스 톤츠(Denyse Tontz, 1994년 9월 17일 ~ )는 미국의 배우, 가수, 영화배우, 텔레비전 배우, 작곡가 겸 작사가, 싱어송라이터, 댄서이다.
샌디에이고에서 태어났다.

## 영화
- 빅 타임 러쉬 시즌1 (2009년) - 제니퍼 1 역
- 퍼펙트 슬립 (2009년)